# Johannes Tolkiehn
Johannes Tolkiehn (* 27. Dezember 1865 in Königsberg; † Ende Mai 1933 ebenda) war ein deutscher Klassischer Philologe.

## Leben
Johannes Tolkiehn war der Sohn des Oberpostmeisters August Tolkiehn und seiner Frau Malvina, geborene Bender. Von 1874 bis 1883 besuchte Johannes Tolkiehn das Collegium Fridericianum, das schon sein Vater besucht hatte. Nach der Reifeprüfung studierte er an der Albertus-Universität Königsberg, um Lehrer zu werden. Er besuchte die Lehrveranstaltungen verschiedener Fächer: Philosophie bei Günther Thiele und Julius Walter, Germanistik bei Oskar Erdmann und Oskar Schade, Alte Geschichte bei Franz Rühl und Rudolf Schubert, Archäologie bei Gustav Hirschfeld und Kunstgeschichte bei Georg Dehio. Besonders aber konzentrierte er sich auf die Klassische Philologie. Seine akademischen Lehrer Ludwig Friedländer, Ludwig Jeep, Henri Jordan, Arthur Ludwich und Alfred Schöne standen ganz im Zeichen der Königsberger Schule der Klassischen Philologie, die zur Schriftstellererklärung die Methoden der antiken Grammatiker anwendete. In diesem Sinne verfasste Tolkiehn auch seine Dissertation, mit der er am 20. Juli 1888 zum Dr. phil. promoviert wurde. Am 24. Mai 1889 bestand er die Staatsprüfung und erhielt die Lehrbefähigung in den Fächern Latein und Griechisch (Oberstufe I) und Religion (Unterstufe II). Am 8. März 1890 erwarb er in einer Ergänzungsprüfung die Lehrbefähigung im Fach Deutsch (Unterstufe II).
Nach dem Examen ging Tolkiehn zunächst in den preußischen Schuldienst. Er absolvierte 1890/91 das Seminarjahr am Königlichen Wilhelms-Gymnasium in Königsberg und 1891/92 das Probejahr am Altstädtischen Gymnasium ebenda. Anschließend kehrte er an die Universität zurück, habilitierte sich 1896 (gegen den Widerstand von Rühl) und hielt lateinische Stilübungen ab. Da er als Privatdozent kein Einkommen hatte, vertrat er von 1900 bis 1907 zusätzlich eine etatmäßige Hilfslehrerstelle am Altstädtischen Gymnasium. Zum 1. April 1907 wurde er zum außerordentlichen Professor an der Universität Königsberg ernannt. Er hielt bis zum Jahr 1931 griechische und lateinische Stilübungen ab.
Tolkiehns wissenschaftliche Produktion war ganz von der Königsberger Schule geprägt. Er beschäftigte sich intensiv mit den römischen Grammatikern, zu denen er zahlreiche grundlegende Studien vorlegte. So untersuchte er die Homerrezeption bei den römischen Grammatikern, die Literaturgeschichte der Kaiserzeit und Spätantike und die Werke verschiedener spätantiker Grammatiker, darunter Cominianus, Dositheus und Clemens Scotus; die Werke der beiden Letzteren veröffentlichte er in kritischen Ausgaben. Darüber hinaus verfasste er einige Artikel für Paulys Realencyclopädie der classischen Altertumswissenschaft, deren Bände er in der Philologischen Wochenschrift anzeigte.
Johannes Tolkiehn war mit einer Tochter seines akademischen Lehrers Arthur Ludwich verheiratet.

## Schriften (Auswahl)
- Quaestionum ad Heroides Ovidianas spectantium capita VII. Teubner, Leipzig 1888 (Digitalisat).
- De Homeri auctoritate in cotidiana Romanorum vita. In: Jahrbücher für classische Philologie. Supplementband 23. Teubner, Leipzig 1897, S. 221–286 (Digitalisat).
- Homer und die römische Poesie. Dieterich, Leipzig 1900 (Digitalisat).
- Cominianus. Beiträge zur römischen Literaturgeschichte. Dieterich, Leipzig 1910 (Digitalisat).
- Dosithei ars grammatica. Dieterich, Leipzig 1913 (Digitalisat).
- Philologische Streifzüge. Dieterich, Leipzig 1916 (Digitalisat).
- Clementis ars grammatica (= Philologus. Supplementband 20,3). Dieterich, Leipzig 1928 (Digitalisat).